# Potala
Het Potalapaleis in Lhasa (Tibet, China), was het winterpaleis van onder andere de dalai lama's, totdat de veertiende dalai lama (de huidige) naar McLeod Ganj, nabij Dharamsala in India vluchtte.

## Geschiedenis
Het is gebouwd op de berg Marpori (de rode berg) in Lhasa. Het ligt op enkele kilometers van de oude stadskern. De berg steekt zo'n 130 meter boven het omliggende dal uit. Onderaan de berg ligt het dorp Zhöl met onder meer de pilaar van Zhöl waarop een aantal inscripties die de oudst bekende voorbeelden zijn van het Tibetaanse schrift.
Het paleis is gebouwd op een plek waar mogelijk in de zevende eeuw een burcht was gebouwd door  Songtsen Gampo. In 1648 werd door de vijfde dalai lama het zogenaamde 'Potrang Karpo' of 'witte paleis' gebouwd. Deze dalai lama gaf het de naam Potala naar het Potolaka, de naam voor het mythische paleis van de boddhisattva Avalokiteshvara
Na diens dood werd in 1694 het 'Potrang Marpo' of 'rode paleis' afgebouwd. De laatste verandering vond plaats in 1922 toen de dertiende dalai lama veel renovaties doorvoerde en twee verdiepingen bijbouwde.

## Het Witte Paleis
Dit zeven verdiepingen hoge gebouw staat op een enorm fundament en kreeg (na de bouw van het Rode Paleis) vooral een logistieke en administratieve functie. Hier bevonden zich de verblijven en kantoren van de ambtenaren, de opslag en de keukens. Bij de oostelijke ingang zijn de muurschilderingen van de vier Hemelse Koningen (boeddhistische wachters) te bewonderen.
Het hogere deel van het Witte Paleis is toegankelijk vanaf een binnenplaats. Deze toegang heeft drie trappen naast elkaar. De middelste mocht alleen door de Dalai lama gebruikt worden. Ook heeft het twee bastions waardoor duidelijk te zien is dat het ook een vesting is. Op de bovenste verdieping bevinden zich de twee woonvertrekken van de Dalai lama, het westelijk en oostelijk zonneschijnappartement. Eronder ligt de oostelijke zaal voor politieke ceremonies.

## Het Rode Paleis

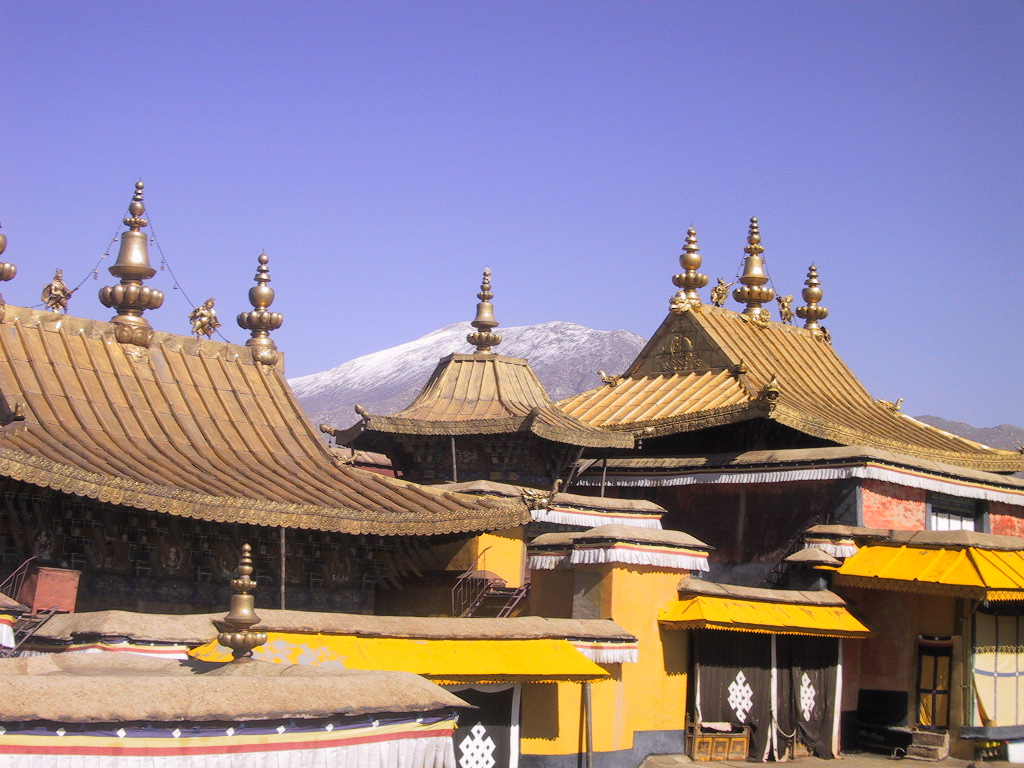
De gouden daken op het Rode Paleis

Het Rode Paleis is het spirituele hart van het gebouw met verschillende kapellen. In de kapellen van de vijfde en de dertiende Dalai lama staan enorme, met goud en edelstenen versierde grafstoepa's. Op het dak van het Rode Paleis zijn een aantal gouden daken te vinden. Deze zijn in werkelijkheid met koper bedekt. Ze zijn zo geconstrueerd dat ze lijken te zweven. Deze daken bedekken de graftombes van een aantal overleden Dalai lama's.

## Varia
- Naast het Potalapaleis maken het Norbulingka en Jokhang sinds 2000 en 2001 ook deel uit van de werelderfgoedbenoeming. Verder staat het sinds 1961 op de lijst van culturele erfgoederen in de Tibetaanse Autonome Regio.
- Het Putuo Zongcheng-tempelcomplex is geïnspireerd op het Potalapaleis. Net als het paleis in het Indiase Leh.

## Fictie
Films of boeken waarin de Potala een hoofdrol speelt of als decor voorkomt:
- De biografische film Kundun, een film uit 1997 over Dalai Lama, speelt zich voornamelijk af in het paleis.
- De roman The Foo Sheng Key van Neil Howarth uit 2013 is een thriller die zich afspeelt bij de Potala.
- Het Potalapaleis is de locatie van het Aymone-stripverhaal Wolven op het werelddak.
- De roman The Prisoner's Gold van Chris Kuzneski uit 2015 speelt zich af om en in de Potala.
- De speelfilm Seven Years in Tibet speelt zich voor een deel af in het Potalapaleis.[1]